# Тур де л’ор блан
Тур де л’ор блан (фр. Tour de l'or blanc) — шоссейная многодневная велогонка, проходящая по территории Кот-д’Ивуара с 2000 года.

## История
Гонка была создана в 2000 году и проводилась ежегодно до 2010 года включительно. Первым победителем гонки стал представитель Буркина-Фасо Хамадо Пафаднам, выигравший и 2-е издание гонки. В 2009 году состоялось юбилейное 10-е издание гонки.
В 2012 году, после года отсутствия, гонка прошла в 12-й раз, только с участием местных команд и без ряда ведущих гонщиков, включая Иссьяку Фофану и Бассиру Конте, которые были выбраны для участия в Туре Камеруна. Победу как и в 2010 году одержал Иноусса Гебре. Затем наступила вторая пауза в её проведении.
После четырёхлетнего перерыва в 2016 году состоялось 13-е издании гонки, проходившие снова только с участием местных команд, Бассиру Конте помимо выигрыша генеральной классификации, одержал победы на всех семи этапах.
Своим названием, которое дословно переводится как Тур белого золота, гонка обязана хлопку, одному из важнейших видов экономической деятельности в стране.
Маршрут гонки традиционно охватывает северную, преимущественно хлопковую, часть страны проходя через такие города как Буаке, Буафле, Ганьоа, Далоа, Исиа, Катиола, Корого, Сегела, Феркеседугу, Ямусукро.
Гонка проводится в рамках национального календаря. Организатором гонки выступает Федерация велоспорта Кот-д’Ивуара (FIC).

## Призёры
| Год  | Победитель      | Второй          | Третий                |
| ---- | --------------- | --------------- | --------------------- |
| 2000 | Хамадо Пафаднам |                 |                       |
| 2001 | Хамадо Пафаднам |                 |                       |
| 2002 |                 |                 |                       |
| 2003 |                 |                 |                       |
| 2004 |                 |                 |                       |
| 2005 | Сильвен Ильбудо | Ахмед Уэдраого  |                       |
| 2006 | Ахмед Уэдраого  | Иноусса Гебре   | Кваме Локоссуэ        |
| 2007 | Кваме Локоссуэ  | Сулейман Памусу |                       |
| 2008 | Иссьяка Фофана  | Гудон Савадого  | Кваме Локоссуэ        |
| 2009 | Бассиру Конте   |                 |                       |
| 2010 | Иноусса Гебре   | Хамиду Санкара  | Мамаду Кулибали       |
| 2012 | Иноусса Гебре   | Ахмед Уэдраого  | Н'Замара Клавер Кваме |
| 2016 | Бассиру Конте   | Хамиду Санкара  | Бао Даниэль Кабре     |